# Znak orła
Znak orła – polski barwny, kostiumowy serial telewizyjny dla młodzieży z 1977 roku, w reżyserii Huberta Drapelli.
Scenariusz serialu oparty jest na wcześniejszym polskim serialu telewizyjnym Gniewko, syn rybaka Bohdana Poręby z 1969 roku. Fabuła oparta jest na historycznych postaciach (Władysław Łokietek, komtur Henryk von Plauen, Kazimierz Wielki) i prawdziwych zdarzeniach z historii Polski.

## Opis fabuły
Gniewko, po śmierci wszystkich bliskich z rąk Brandenburczyków, ucieka z rodzinnej wsi Rybitwy do Gdańska. Tam trafia na podstępnego Hanysza. Wkrótce zostaje oddany na wychowywanie do Sulisława, rycerza z polskiej załogi Gdańska. Chłopak chce dorównać swojemu opiekunowi i gdy ten rusza pomagać Łokietkowi w tłumieniu buntu mieszczaństwa w Krakowie, Gniewko wyrusza jego śladem. W drodze do Krakowa ponownie spotyka Hanysza, zabójcę archidiakona z dworu książęcego.
Po kilku latach Gniewko towarzyszy już Sulisławowi w wyprawach. Tropiąc Brandenburczyków, którzy przed laty zamordowali całą jego rodzinę, Gniewko ratuje życie córce kasztelana łęczyckiego. W obozie Łokietka Gniewko otrzymuje „znak orła”, na dowód zaufania, którym obdarza go książę oraz specjalną misję do wypełnienia. W obozie ukrywa się Hanysz, który jest szpiegiem Krzyżaków. Gniewko, mimo zasadzki urządzonej przez nieprzyjaciela wypełnia misję.
W kolejnych odcinkach akcja przenosi się do 1331 roku. Gniewko nadal posługuje się „znakiem orła”, wypełniając zadania powierzone mu już przez króla Władysława. W czasie jednej z wypraw spotyka pierwszy raz po latach uratowaną niegdyś Agnieszkę, córkę kasztelana. Gniewko w tajnej misji, ukryty na zamku w Malborku jest świadkiem szantażowania starosty wielkopolskiego przez Krzyżaków. Gniewko rusza na dwór księcia Kazimierza, ostrzec go przed zamachem. Doradcą na dworze księcia jest Hanysz, który donosi Krzyżakom o podsłuchaniu ich planów przez Gniewka.
Hanysz wkrada się w łaski kasztelana Łęczyckiego. Organizuje zasadzkę, w której Krzyżacy zabijają podróżującego kasztelana. Hanysz pozornie ratuje życie córce kasztelana, licząc, że Agnieszka, ukochana Gniewka, doprowadzi go do niego. Złapany przez Krzyżaków Gniewko zostaje poddany okrutnym torturom. W uwolnieniu się pomaga mu starosta Wielkopolski, wciąż szantażowany przez Krzyżaków.
Gniewko dociera w końcu do Łokietka. Wyjawia mu plany zakonu. Król organizuje zasadzkę. W bitwie pod Płowcami ginie Sulisław. Król Władysław przekazuje miecz starego rycerza Gniewkowi i pasuje go do stanu rycerskiego.

## Obsada
- Jarosław Makowski, Krzysztof Kołbasiuk jako Gniewko
- Bożena Adamek jako Agnieszka, córka kasztelana
- Adam Baumann jako Hanysz
- Ryszard Filipski jako król Władysław I Łokietek
- Wojciech Alaborski jako komtur von Plauen
- Eliasz Kuziemski jako rycerz Sulisław, opiekun Gniewka
- Tadeusz Borowski jako rycerz Wincenty, starosta wielkopolski
- Bruno O’Ya jako rycerz kasztelana łęczyckiego
- Aleksander Fogiel jako Stańko
- Bernard Michalski jako kasztelan Paweł
- Andrzej Pściuk jako królewicz Kazimierz
- Janusz Paluszkiewicz jako Bogusza, sędzia Pomorza
- August Kowalczyk jako przeor Wilhelm
- Adam Trela jako rycerz królewicza Kazimierza